# جيف بلاك
جيف بلاك (بالإنجليزية: Jeff Black)‏ هو عالم حاسوب وشخصية أعمال أمريكي، ولد في 1962.